# رضاكار (حيدر آباد)
رضاكار حيد آباد هي ميليشيا خاصة نظمها قاسم رضوي خلال حكم نظام عثمان علي خان. قاوموا دمج دولة حيدر آباد في اتحاد الهند، وكانوا يطمحون في جعل نظام الملك ينضم إلى بولايته الأميرية لباكستان بدلاً من الهند. حتى وصل عددهم إلى 150 ألفًا للقتال ضد دومينيون الهند من أجل استقلال ولاية حيدر آباد. هزم الجيش الهندي الرضاكار أثناء عملية بولو. وسُجن قاسم رضوي في النهاية ثم سُمح له بالانتقال إلى باكستان حيث مُنح حق اللجوء.

## تاريخ الحركة

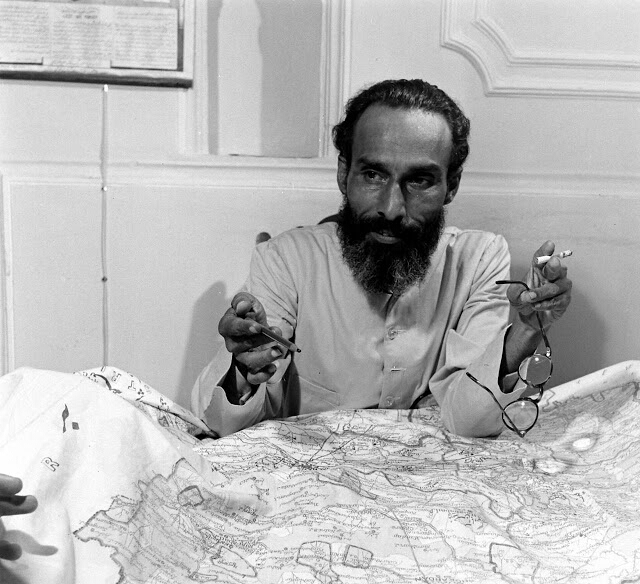
قاسم رضوي زعيم رضاكار

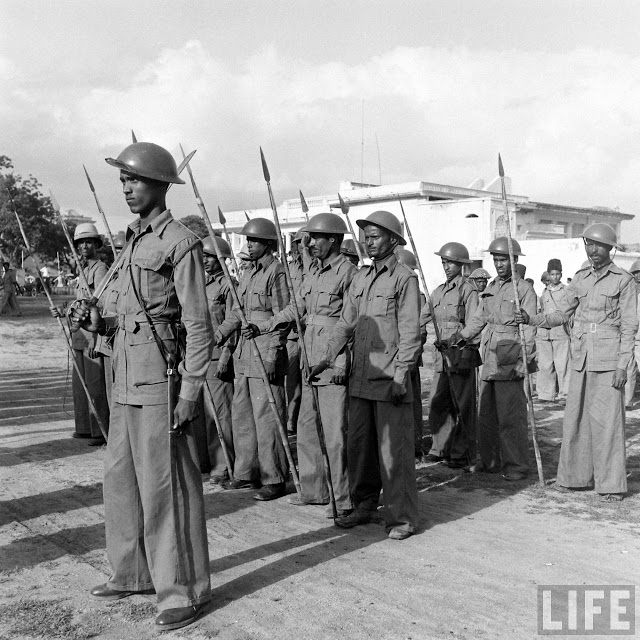
قوات الرضاكار أثناء عملية بولو

كانت دولة حيدر آباد مملكة يحكمها سلالة نظام الملك. وعندما أصبحت الهند مستقلة في عام 1947، أعطيت دولة حيدر آباد أيضًا خيار الانضمام إلى الهند أو باكستان، فأبرم نظام الملك اتفاقية مع الهند في 29 نوفمبر 1947 للحفاظ على الوضع الراهن.
في عام 1926 أسس محمود نواز خان مجلس اتحاد المسلمين والذي ركّز على تهميش التطلعات السياسية للمسلمين.
وقام قاسم رضوي وهو مسلم تلقى تعليمه في جامعة عليكره بتأسيس الرضاكار، وأيّد أن حيدر آباد دولة مسلمة، وطالب الرضاكار بصلاحيات خاصة من نظام الملك، وأرسل نظام الملك وفدًا إلى الأمم المتحدة لإحالة قضية ولاية حيدر آباد إلى مجلس الأمن التابع للأمم المتحدة. كان لدى الزعيم الإسلامي قاسم رضوي والرضاكار أجندة إضافية لإقناع نظام الملك بالانضمام إلى باكستان بدلاً من البقاء مستقلين عن كل من الهند وباكستان.
قامت الرضاكار بعمليات نوعية ضد الشيوعيين والداعين للاندماج مع الهند. بينما حظر برلمان دولة حيدر آباد الرضاكار وأجبر قادته على الفرار إلى فيجاياوادا أو مومباي، وشكّل الحزب الشيوعي الهندي مليشاته لمحاربة الرضاكار.

## عملية بولو
قرر وزير الداخلية الهندي سردار فالاباي باتيل القيام بعملية عسكرية لضم دولة حيدر آباد لاتحاد الهند، وأطلق عملية بولو ودخل الجيش الهندي الولاية من خمسة اتجاهات. وقاتل الرضاكار حتى استسلموا في 18 سبتمبر 1948. واعتقلت القوات الهندية مير لائق علي رئيس وزراء دولة حيدر آباد وقاسم رضوي. وفي 23 سبتمبر أُجبر نظام الملك على سحب شكواه من مجلس الأمن الدولي، وأعلن عن اندماج حيدر آباد في اتحاد الهند. وتولى اللواء تشودوري منصب الحاكم العسكري لحيدر آباد وبقي في هذا المنصب حتى نهاية عام 1949.
وقدر تقرير لجنة بانديت سندرلال أن ما بين 27,000 و40،000 شخص فقدوا حياتهم في أعمال العنف التي أعقبت العملية.

## حل الرضاكار
حُظر مجلس اتحاد المسلمين، وحُلت الرضاكار بعد أن وصل عددهم إلى 150 ألفًا، وسُجِنَ قاسم رضوي من عام 1948 إلى عام 1957، وأُفرج عنه بشرط أن يذهب إلى باكستان حيث مُنح حق اللجوء السياسي.
وقبل مغادرته سلم قاسم رضوي مسؤولية ما تبقى من اتحاد المسلمين إلى عبد الواحد العويسي، وهو محام. قام العويسي بتنظيم ما تبقى وشكل مجلس عموم الهند لاتحاد المسلمين. بعد عبد الواحد العويسي تولى نجله سلطان صلاح الدين العويسي زعامة الحزب.